# Duché de Saxe-Zeitz
1656–1718
Entités précédentes :
- Électorat de Saxe

Entités suivantes :
- Électorat de Saxe

Le duché de Saxe-Zeitz (en allemand : Herzogtum Sachsen-Zeitz) est un ancien territoire du Saint-Empire romain existant de 1656 à 1718 avec comme capitale la ville de Zeitz.
Ses souverains appartenaient à une lignée collatérale de la branche albertine des Wettin : le duché était l'héritage accordé à Maurice, fils cadet de l'électeur Jean-Georges Ier de Saxe. Il fut réintégré à l'électorat de Saxe à la disparition de Maurice-Guillaume de Saxe-Zeitz, fils de Maurice et dernier membre de cette lignée.

## Histoire

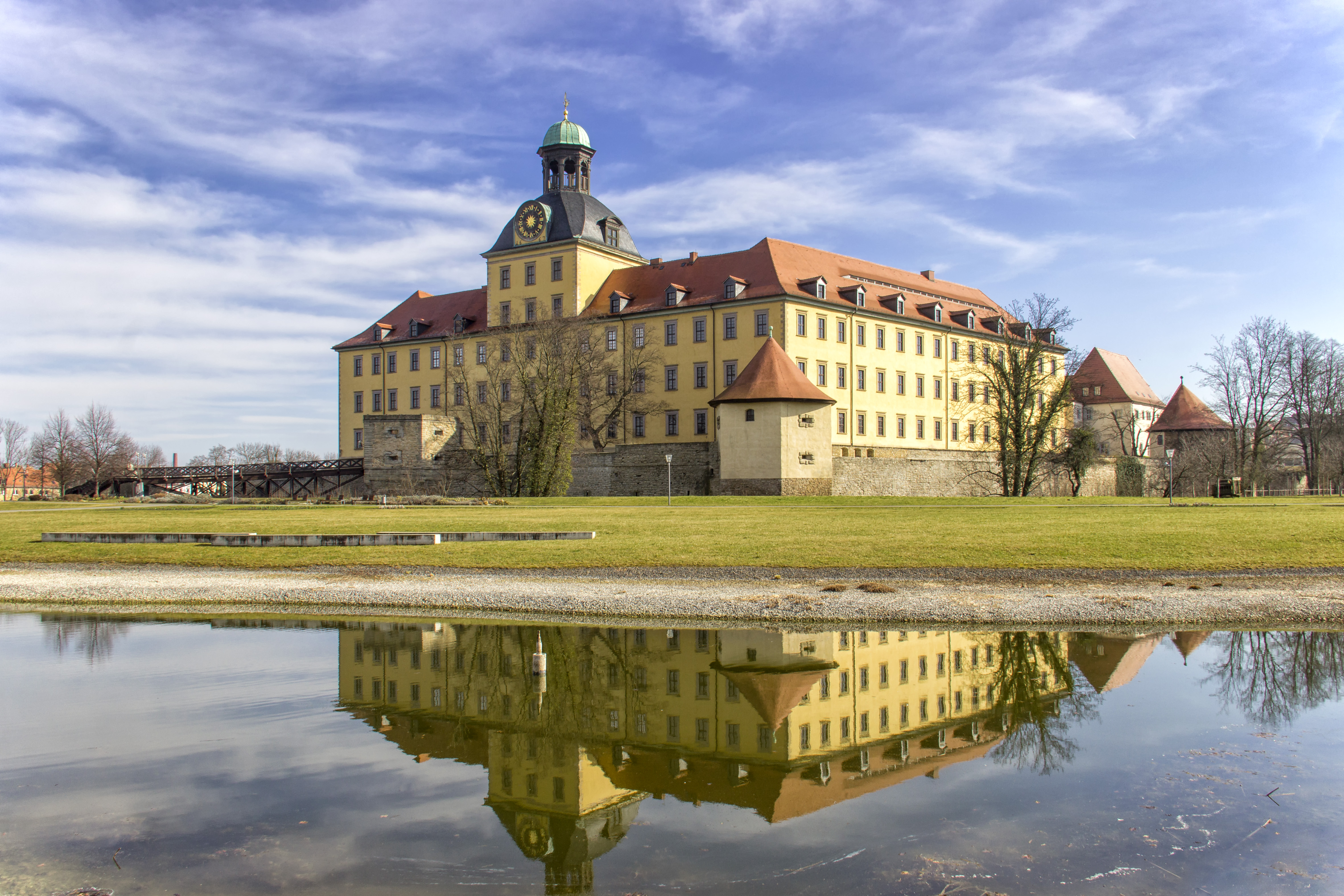
Château de Moritzburg à Zeitz.

Dans son testament du 20 juillet 1652, l'électeur Jean-Georges Ier de Saxe avait stipulé que ses trois fils cadets devraient disposer de leurs propres possessions afin de préserver leur approvisionnement. Après le décès du souverain en 1656 à Dresde, son fils aîné Jean-Georges II lui succède, lorsque ses frères ont commencé les lignées collatérales de Saxe-Weissenfels, de Saxe-Mersebourg et de Saxe-Zeitz. 
Le nouveau duc Maurice (1619-1680), également administrateur de l'évêché de Naumbourg-Zeitz, résida à Zeitz où il fit construire le château de Moritzburg de 1657 à 1667.
Le patrimoine de Saxe-Zeitz se compose de plusieurs domaines : 
- l'ancien évêché de Naumbourg-Zeitz avec les bailliages de Naumbourg, Schönburg, Zeitz, Pegau, Haynsburg et Saaleck ;
- le bailliage de Tautenburg (avec Frauenprießnitz et Niedertrebra) dans le cercle de Thuringe ;
- le cercle du Vogtland comprenant les bailliages de Plauen, Pausa et Voigtsberg (avec les exclaves de Gefell, Blintendorf, Blankenberg et Sparnberg) ;
- les bailliages d'Arnshaugk, Ziegenrück, Weida et Mildenfurth dans le cercle de Neustadt ;
- la partie albertine de l'ancien comté de Henneberg avec les bailliages de Schleusingen, Veßra, Suhl, Kühndorf, Benshausen et Rohr ;
- le gouvernement sur le bailliage teutonique de Thuringe.

## Liste des ducs de Saxe-Zeitz
- 1656-1681 : Maurice (1619-1681) ;
- 1681-1718 : Maurice-Guillaume, fils du précédent (1664-1718).